# Милертон (Оклахома)
Милертон (енгл. Millerton) град је у америчкој савезној држави Оклахома.

## Демографија
По попису из 2010. године број становника је 320, што је 39 (-10,9%) становника мање него 2000. године.
| Група             | 2000.       | 2010.       |
| Белци             | 265 (73,8%) | 238 (74,4%) |
| Афроамериканци    | 15 (4,2%)   | 10 (3,1%)   |
| Азијати           | 0 (0,0%)    | 0 (0,0%)    |
| Хиспаноамериканци | 4 (1,1%)    | 7 (2,2%)    |
| Укупно            | 359         | 320         |